# Доре (езеро)
Езерото Доре (на английски: Doré Lake) е 7-о по големина езеро в провинция Саскачеван. Площта му, заедно с островите в него е 640 км2, която му отрежда 67-о място сред езерата на Канада. Площта само на водното огледало без островите е 628 км2. Надморската височина на водата е 459 м.
Езерото се намира в централната част на провинция Саскачеван. Дължината му от северозапад на югоизток е 35 км, а максималната му ширина – 31 км. Средна дълбочина 10,9 м, а максимална – 20,4 м. От октомври до май езерото е покрито с дебела ледена кора, като средногодишното колебание на водната повърхност е от порядъка на ±0,2 м.
Доре има слабо разчленена брегова линия с дължина от 195 км, без заливи и няколко острова (най-голям Биг Айлънд) с площ от 12 км2.
Площта на водосборния му басейн е 2435 km2, като в езерото се вливат множество малки реки. В югозападната част на езерото се влива река Доре, която няколко километра на север изтича от него, влива се от дясно в река Бивър, която е десен приток на река Чърчил.
На южното крайбрежие на езерото се намира малкото и единствено селище Доре Лейк, в близост до което има сезонно летище.
В превод от франко-канадски Доре означава „бяла риба“, която е в изобилие в езерото.